# Cunene (fiume)
Il Cunene (talvolta anche scritto Kunene) è un fiume dell'Africa sud-occidentale. Ha origine nell'altipiano di Bié in Angola scorrendo poi verso la Namibia e, a partire dalla località di Ruacana, delimita il confine fra i due paesi. Prosegue il suo corso verso occidente fino a gettarsi nell'Oceano Atlantico.
È uno dei pochi fiumi perenni della regione ed è lungo circa 1126 km.
Presso Ruacana e presso Epupa il fiume forma delle importanti cascate. Recentemente il governo namibiano ha proposto la costruzione di una diga presso Epupa, un controverso sbarramento per la produzione di energia idroelettrica. Il progetto è osteggiato dagli ambientalisti per via dell'elevato impatto ambientale e dall'etnia Himba perché distruggerebbe i loro territori tribali.

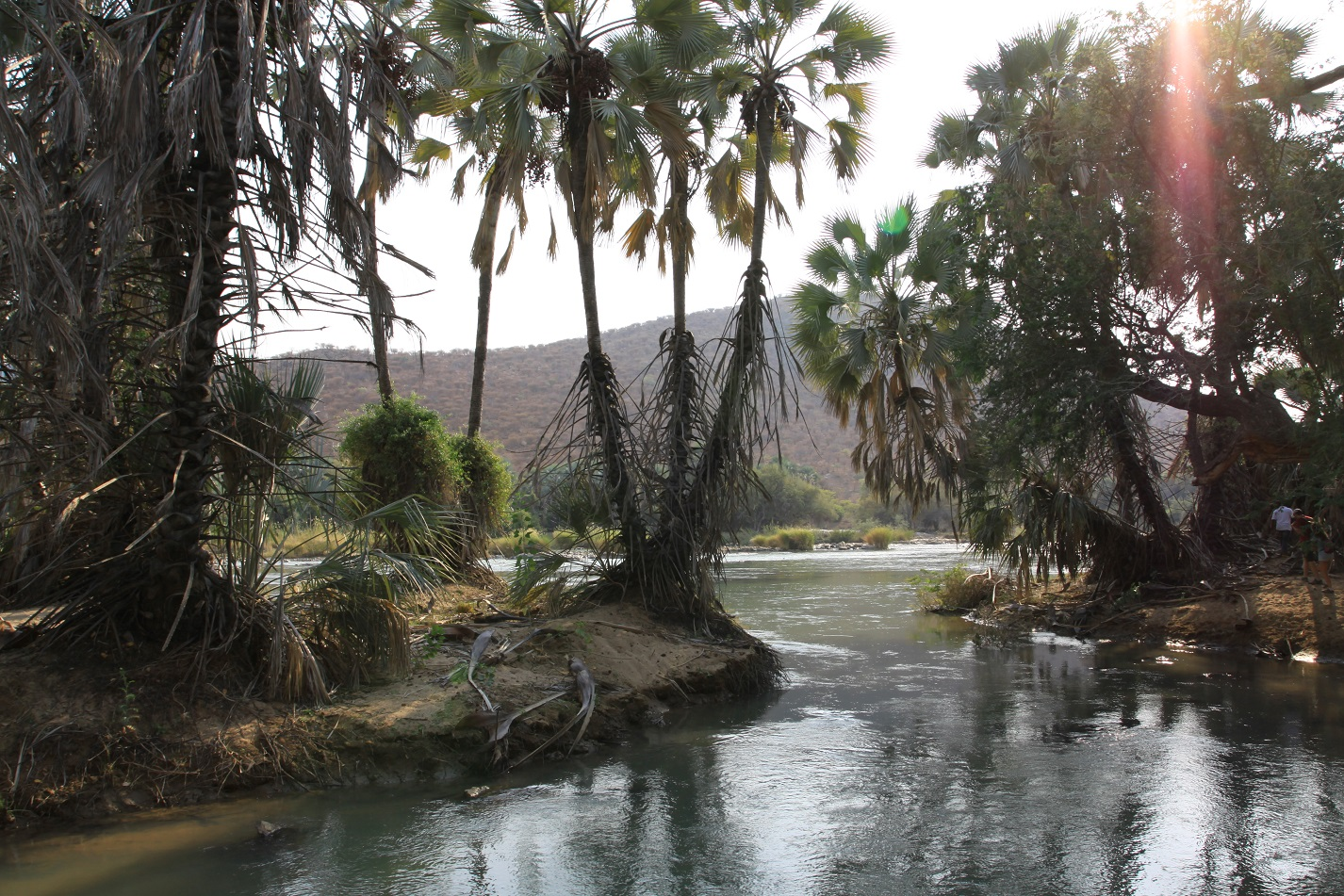
Tratto del fiume Cunene al confine tra Angola e Namibia.